# GKD – Gebr. Kufferath

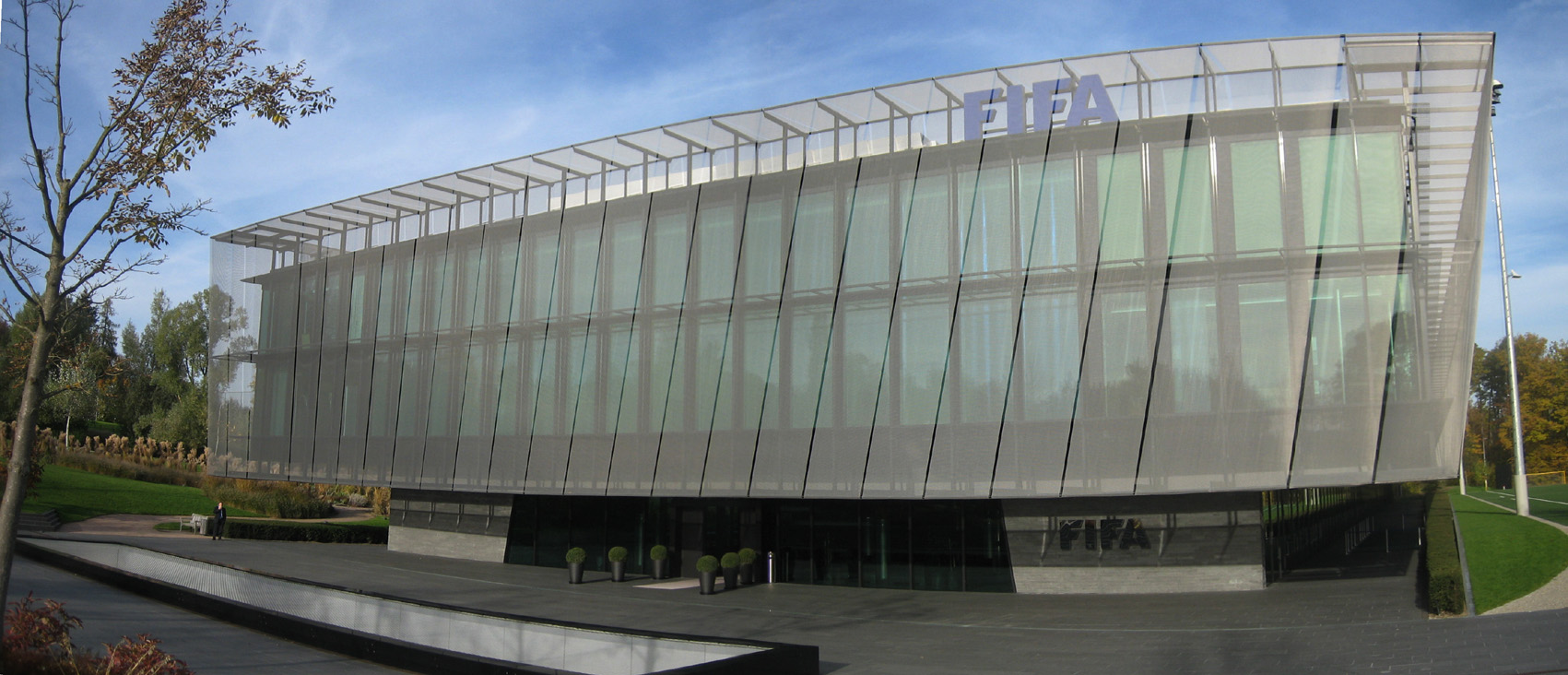
Home of FIFA mit GKD Fassade

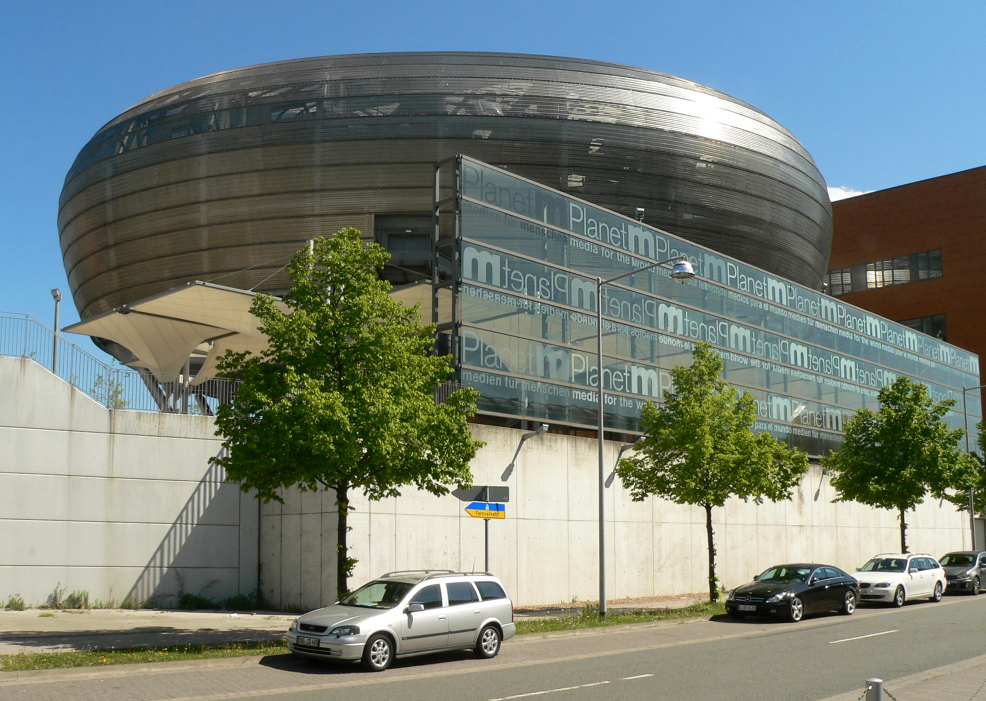
Planet m auf dem Expo Plaza zur Expo 2000 in Hannover mit GKD Gewebe

Die GKD - Gebr. Kufferath AG ist ein 1925 gegründetes Unternehmen mit Hauptsitz in Mariaweiler, einem Stadtteil von Düren, Nordrhein-Westfalen. Die nicht börsennotierte Aktiengesellschaft ist Mutterunternehmen des gleichnamigen Konzerns, den das Unternehmen nach eigenen Angaben auch als GKD Group bezeichnet, zu dem Tochterunternehmen in den USA, Südafrika, Frankreich, China, Spanien und Chile gehören.
GKD - Gebr. Kufferath entwickelt und produziert technische Gewebe aus Metalldraht und Kunststoff sowie Spiralgeflecht und verarbeitet diese Produkte entsprechend den Anforderungen von Auftraggebern in Industrie und Architektur unter anderem zu Prozessbändern, Filtersystemen und Architekturgewebe.
2024 erzielte die GKD-Gruppe einen Umsatz in Höhe von 123 Millionen Euro und beschäftigte zum 31. Dezember des Jahres mehr als 800 Mitarbeitende weltweit. Mit ca. 480 Mitarbeitenden ist das Mutterhaus in Düren größter Arbeitgeber der Gruppe.

## Geschichte
Das inhabergeführte Unternehmen wurde 1925 von Josef Kufferath gegründet. Dem ging 1922 sein Eintritt als Gesellschafter in das Unternehmen A. & W. Feld voraus, das von das an als Feld & Kufferath firmierte und bereits damals Metallgewebe herstellte. 1925 wurde das Unternehmen unter der Firmierung Gebr. Kufferath mit Josef und Richard Kufferath als Gesellschaftern ins Handelsregister eingetragen. 1932 ließ Kufferath die Gesellschaft Tela in das Handelsregister eintragen, die vor allem Drahtgewebe für die Zahntechnik herstellen sollte. Im September der gleichen Jahres sah Kufferath sich einem Vergleichsverfahren zur Abwendung eines Konkurses gegenüber, das im Februar 1933 beendet war.
Das Unternehmen wird heute von Lara Kufferath in vierter Generation sowie den weiteren Vorstandsmitgliedern Daniel Holstein und Ilonka von Bodman geführt.
Seit 1992 fertigt GKD Architekturgewebe; als erstes Projekt wurde der von Dominique Perrault entworfene Neubau der Nationalbibliothek in Paris mit einem feinen Metallgewebe ausgestattet. Zu den Bauwerken mit Architekturgewebe der Firma zählen z. B. die Kunsthalle Mannheim, der Europäische Gerichtshof in Luxemburg, der Aussichtsturm Indemann, der Planet m von Bertelsmann an der Expo 2000. Markante Gebäude wie die Fifa-Zentrale in Zürich und die Oper in Peking folgten. Die Firma lieferte auch für den Umbau des Holmenkollbakken zu den Nordischen Skiweltmeisterschaften 2011 den Windschutz.
Im Jahr 2022 erzielte der GKD-Konzern mit 125 Millionen Euro den bislang höchsten Umsatz in der Geschichte des Unternehmens.

## Geschäftstätigkeit

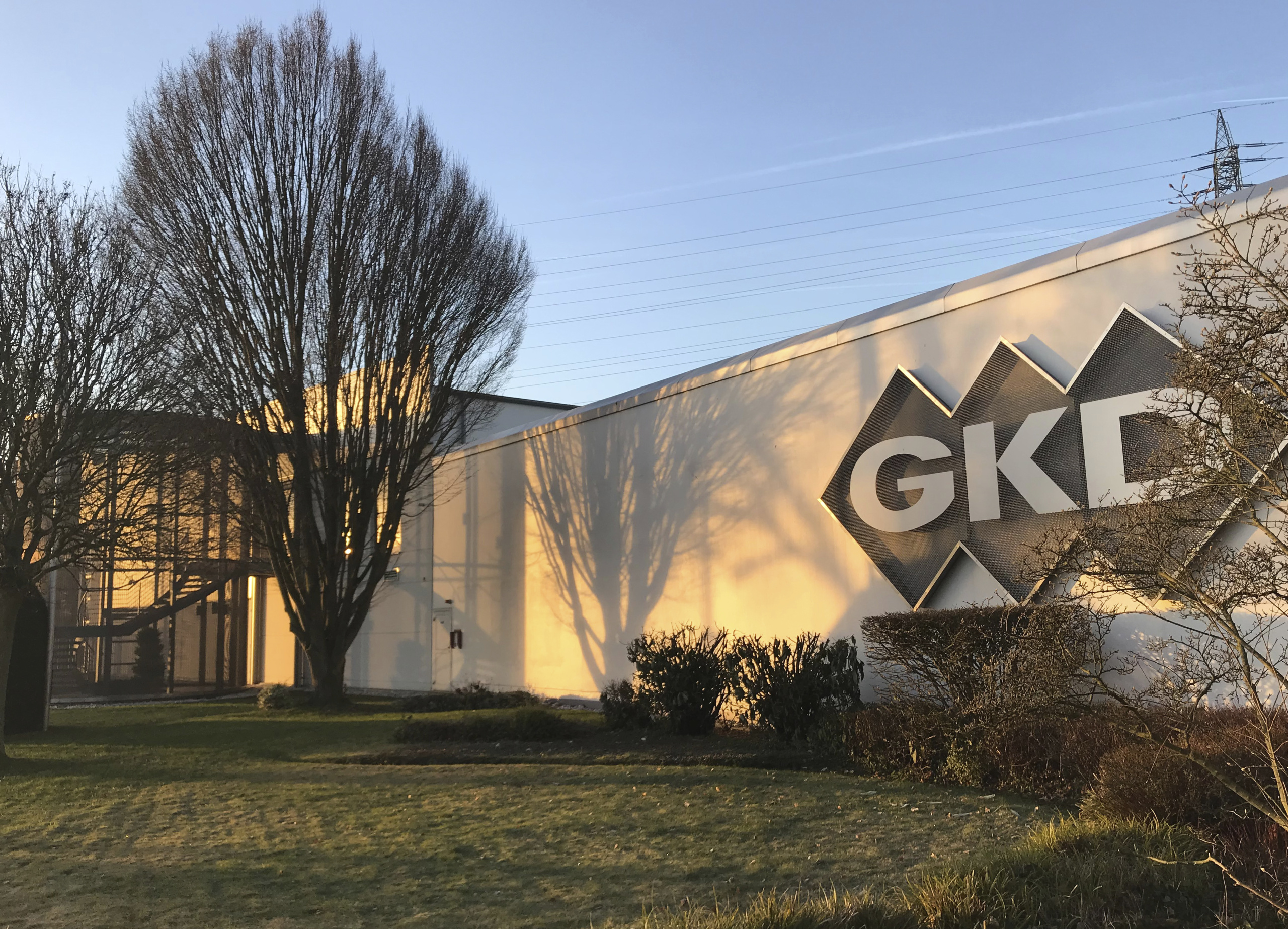
Hauptsitz der GKD - Gebr. Kufferath AG in Düren-Mariaweiler

GKD - Gebr. Kufferath unterhält insgesamt fünf Produktionsstandorte in Deutschland, USA, Chile, Südafrika und China, sowie eine Niederlassung in Spanien. Hinzu kommen weltweite Vertretungen.
Die Produktions- und Entwicklungstätigkeit des GKD-Konzerns ist in die Geschäftsbereiche Industriegewebe (Technische Gewebe und Filterlösungen), Prozessbänder (Transportbänder aus Gewebe für Produktionsanlagen), Architekturgewebe (Metallgewebe für Gebäudefassaden, Decken und Innenarchitektur) und Transparente Medienfassaden (Edelstahlgewebe mit integrierten LEDs) gegliedert.
Die Erzeugnisse des Unternehmens werden in der Automobil- und Luftfahrtindustrie, in der Medizin- und Umwelttechnik, in der Chemie-, Pharma-, Lebensmittel- und Textilindustrie, in der holz- und papierverarbeitenden Industrie, im Bergbau, in der ölfördernden Industrie sowie in Architektur und Design eingesetzt. Neben der Serienfertigung entwickelt GKD Individuallösungen nach Kundenspezifikationen.
GKD - Gebr. Kufferath gilt als Weltmarktführer, bei Metallgewebe beträgt der Marktanteil 90 %.

## Auszeichnung
- Top-Innovator 2023[15]
- German Innovation Award für GKD BLUEBACKER 2023[16]
- Designpreis der Bundesrepublik Deutschland 2009[17]

## Unternehmensstruktur
Der Hauptsitz der GKD Group befindet sich im nordrheinwestfälischen Düren. Folgende Tochtergesellschaften gehören zur GKD Group:
- GKD - Gebr. Kufferath AG, Düren, Deutschland
- GKD-USA, INC., Cambridge, USA
- Nextwire LLC, Star City, USA
- GKD LatAm S.A., Huechuraba, Chile
- GKD Africa (PTY) LTD., Randfontein, Südafrika
- GKD Ind. Technologies Co., Ltd., Qufu, China